# Bronisław Chromy
Bronisław Chromy (Leńcze, 3 de junio de 1925 – 4 de octubre de 2017) fue un escultor y pintor y dibujante polaco, profesor en la Academia de Bellas Artes de Cracovia. Chromy fue miembro de la Academia de las Artes Polaca.